# Lilla (Quarry Hunslet)
Die Lokomotive Lilla, gebaut von Hunslet, ist eine Tenderlokomotive mit der Achsfolge B aus dem Jahr 1891. Sie gehört heute zum Bestand der Ffestiniog Railway.

## Geschichte
Lilla wurde 1891 mit der Werk-Nummer 554 für den Cilgwyn-Schiefersteinbruch in Wales gebaut, wo sie für den Verkehr zwischen den Verarbeitungswerkstätten und der Abraumhalde verwendet wurde. Der Cilgwyn-Steinbruch war ab 1923 über einen benachbarten Steinbruch und einen Schrägaufzug (Bremsberg) mit der Welsh Highland Railway verbunden, über die der Abtransport der Schieferplatten erfolgte. Auf diesem Weg verließ auch Lilla den Steinbruch, nachdem sie 1926 an den Penrhyn-Steinbruch verkauft worden war.
Im Penrhyn-Steinbruch wurde die Lokomotive gründlich aufgearbeitet und ab 1928 wieder eingesetzt, zunächst für wenige Wochen im Hafen, später vor allem im Steinbruch selbst. Erst 1934 wurde die Spurweite von 591 auf 578 mm reduziert, die „offizielle“ Spurweite des Penrhyn-Steinbruchs. 1955 wurde Lilla nach einer gescheiterten Kesselprüfung abgestellt.
1963 wurde die Lokomotive von einer Privatperson gekauft. Einige Teile fehlten bereits und mussten über die nächsten Jahre wieder zusammengekauft werden, z. B. waren die Kuppelstangen für die Lokomotive Prince der Ffestiniog Railway verwendet worden, die den gleichen Radstand hat. 1972 war Lilla wieder betriebsbereit und wurde auf einer Dampf-Ausstellung gezeigt. Den Rest der Saison verbrachte sie bei der neu eröffneten Knebworth Park and Winter Green Railway. In den nächsten Jahren wurde sie auch auf verschiedenen anderen Bahnen eingesetzt, und 1995 kam sie für Wartungsarbeiten am Kessel in die Boston Lodge Works der Ffestiniog Railway (FR). Anschließend blieb Lilla bei der FR – die Knebworth Park and Winter Green Railway war bereits 1990 geschlossen worden – und wurde 1997 von einer Gruppe mit der FR verbundener Personen übernommen.
2004 musste der inzwischen 113 Jahre alte Kessel ersetzt werden, und in den Boston Lodge Works wurde ein neuer, geschweißter Kessel gebaut. Der ursprüngliche Kessel gilt als einer der ältesten erhaltenen Hunslet-Kessel und wird museal erhalten werden.
Lilla ist zu schwach, um fahrplanmäßige Züge zu ziehen, kommt jedoch sowohl bei der FR als auch bei der Welsh Highland Railway bei Sonderveranstaltungen für kurze Shuttle- und Sonderzüge und Führerstandsmitfahrten zum Einsatz. Gelegentlich ist die Lokomotive auch weiterhin bei anderen Museumsbahnen zu Gast, zuletzt im September 2011 bei der Lynton and Barnstaple Railway.

## Technik

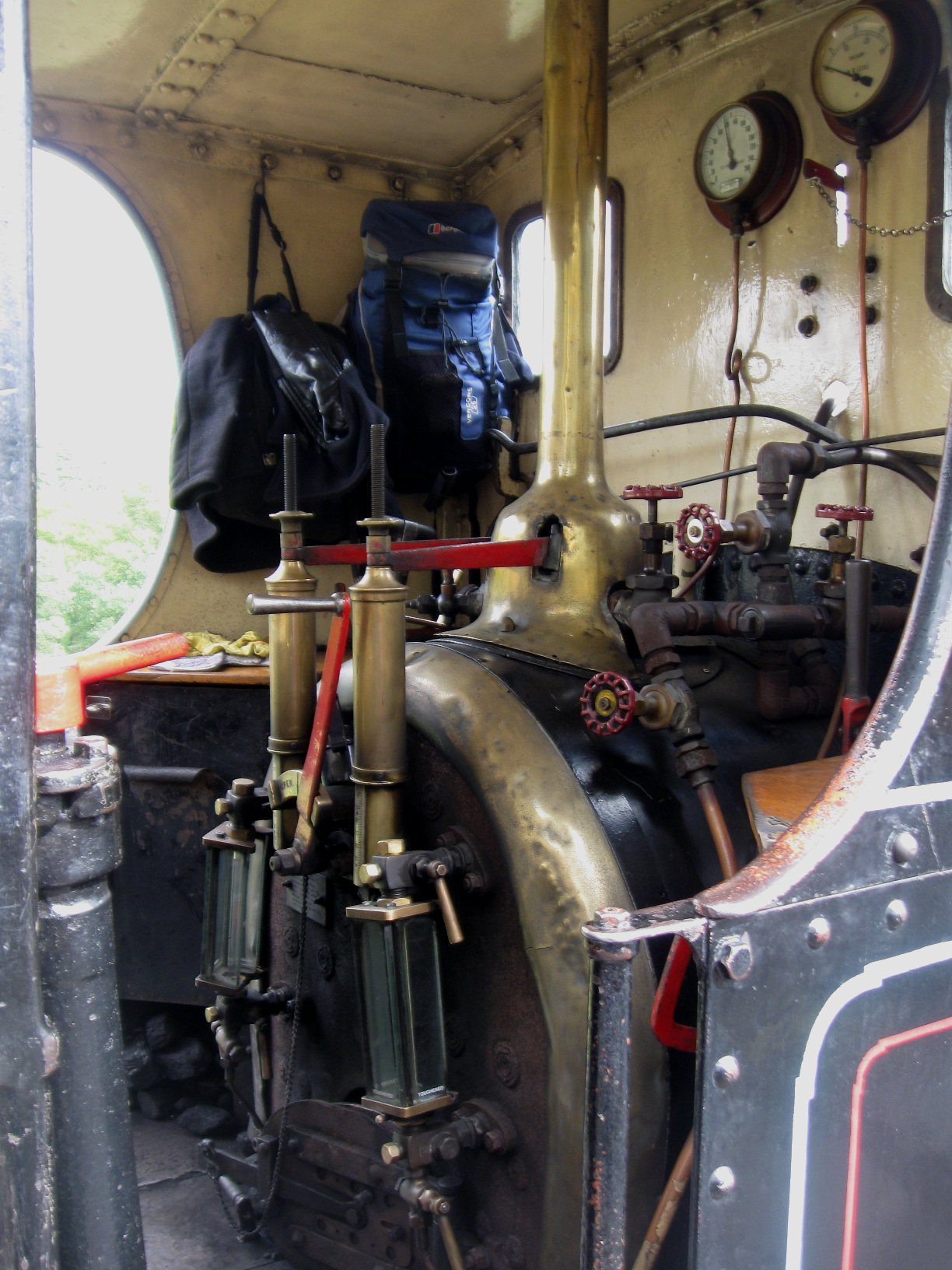
Der Führerstand mit den Salter-Sicherheitsventilen

Lilla entspricht in ihrer Konstruktion den typischen Quarry Hunslets, d. h., sie ist eine zweiachsige Tenderlokomotive mit Außenrahmen, Satteltank, kurzem Radstand, großen Überhängen, schräg angeordneten Zylindern und innenliegender Stephenson-Steuerung. Nach den Angaben in einem Hunslet-Prospekt kann sie 200 t in der Ebene, 100 t auf einer Steigung von 1:100 und 55 t auf einer Steigung von 1:50 ziehen. Der empfohlene Mindestradius ist 12,2 m.
Lilla gehört zu den wenigen Quarry Hunslets, von denen nur ein Exemplar gebaut wurde. In den Dimensionen von Kessel, Zylindern und Treibrädern entspricht sie den später gebauten Lokomotiven der Mills Class des Dinorwic-Steinbruchs, unterscheidet sich jedoch von diesen durch das höherliegende Führerhaus und ein etwas geringeres Gesamtgewicht. Außerdem ist die Form des Rahmens eine andere: Der von Lilla ist an den Enden auf der Unterseite abgeschrägt, wie bei den Lokomotiven der Alice Class, und die Pufferbohlen reichen nicht bis zu den Schienen hinab. Die damit erreichte größere Bodenfreiheit erleichterte das Bewegen der Lokomotive über die Schrägaufzüge, mit denen die Ebenen der Steinbrüche miteinander verbunden waren.